# Oberhaag (Gemeinde Aigen-Schlägl)
Oberhaag ist eine Siedlung in der Gemeinde Aigen-Schlägl im Bezirk Rohrbach in Oberösterreich.

## Geographie

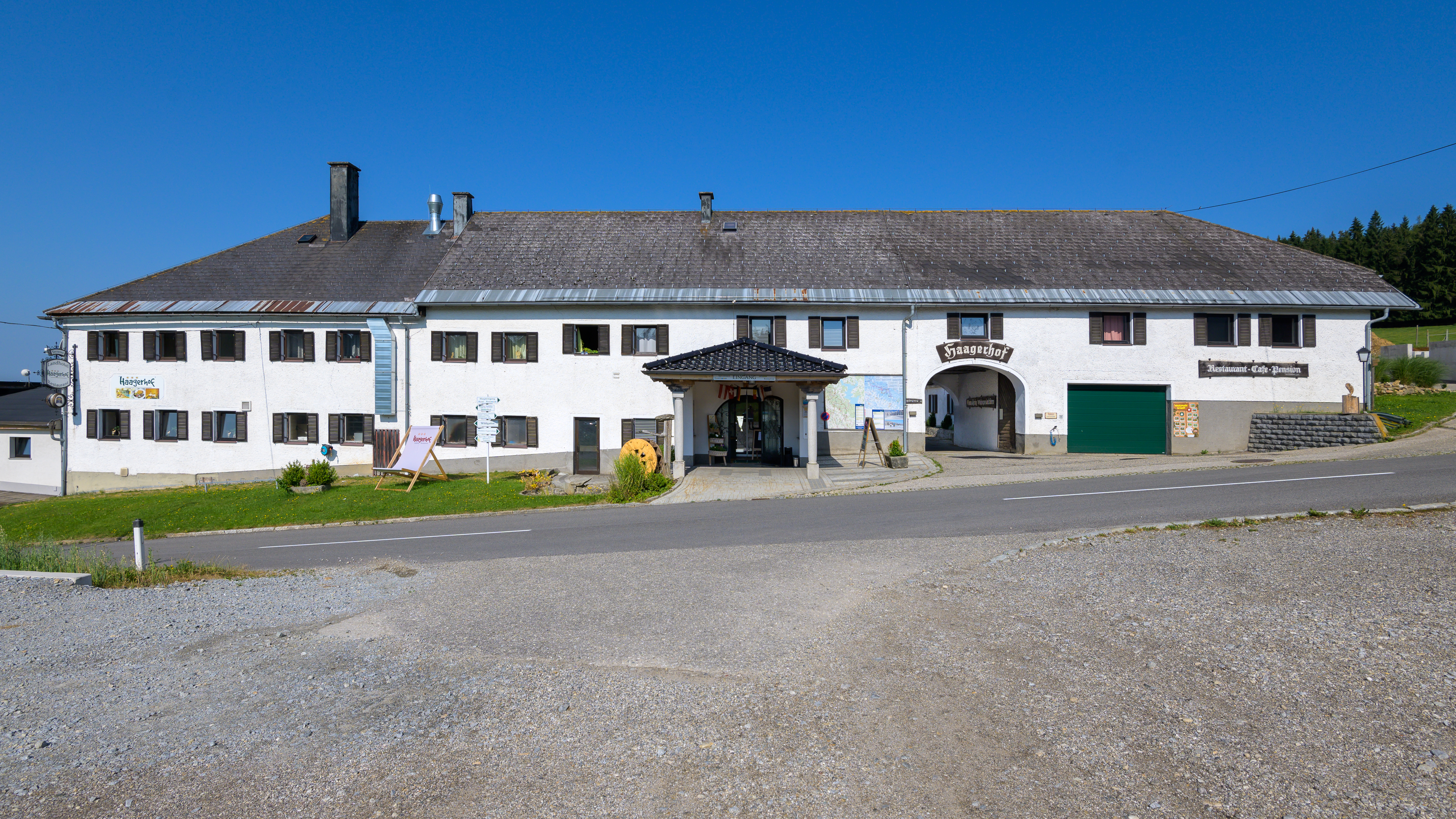
Landhotel Haagerhof in Oberhaag

Die Rotte Oberhaag befindet sich nordöstlich des Gemeindehauptorts Aigen im Mühlkreis und gehört zur Ortschaft Diendorf. Sie liegt im Einzugsgebiet des Baureither Bachs. Nördlich von Oberhaag entspringt der Igelbach.
Größere Flächen werden landwirtschaftlich genutzt. Auf den umliegenden schattigen Plateaus erstrecken sich Tannenwälder. Oberhaag ist ein wichtiger Wuchsort des Böhmischen Enzians (Gentianella praecox). Bei der Siedlung werden des Öfteren Habichtskauze (Strix uralensis) beobachtet. Im Gebiet zwischen Oberhaag und Sonnenwald werden regelmäßig Elche gesichtet.
Oberhaag ist Teil der 22.302 Hektar großen Important Bird Area Böhmerwald und Mühltal. Unmittelbar neben Oberhaag erstreckt sich das 9.350 Hektar große Europaschutzgebiet Böhmerwald-Mühltäler.

## Geschichte
Bis zur Gemeindefusion von Aigen im Mühlkreis und Schlägl am 1. Mai 2015 gehörte Oberhaag zur Gemeinde Schlägl.

## Kultur und Sehenswürdigkeiten

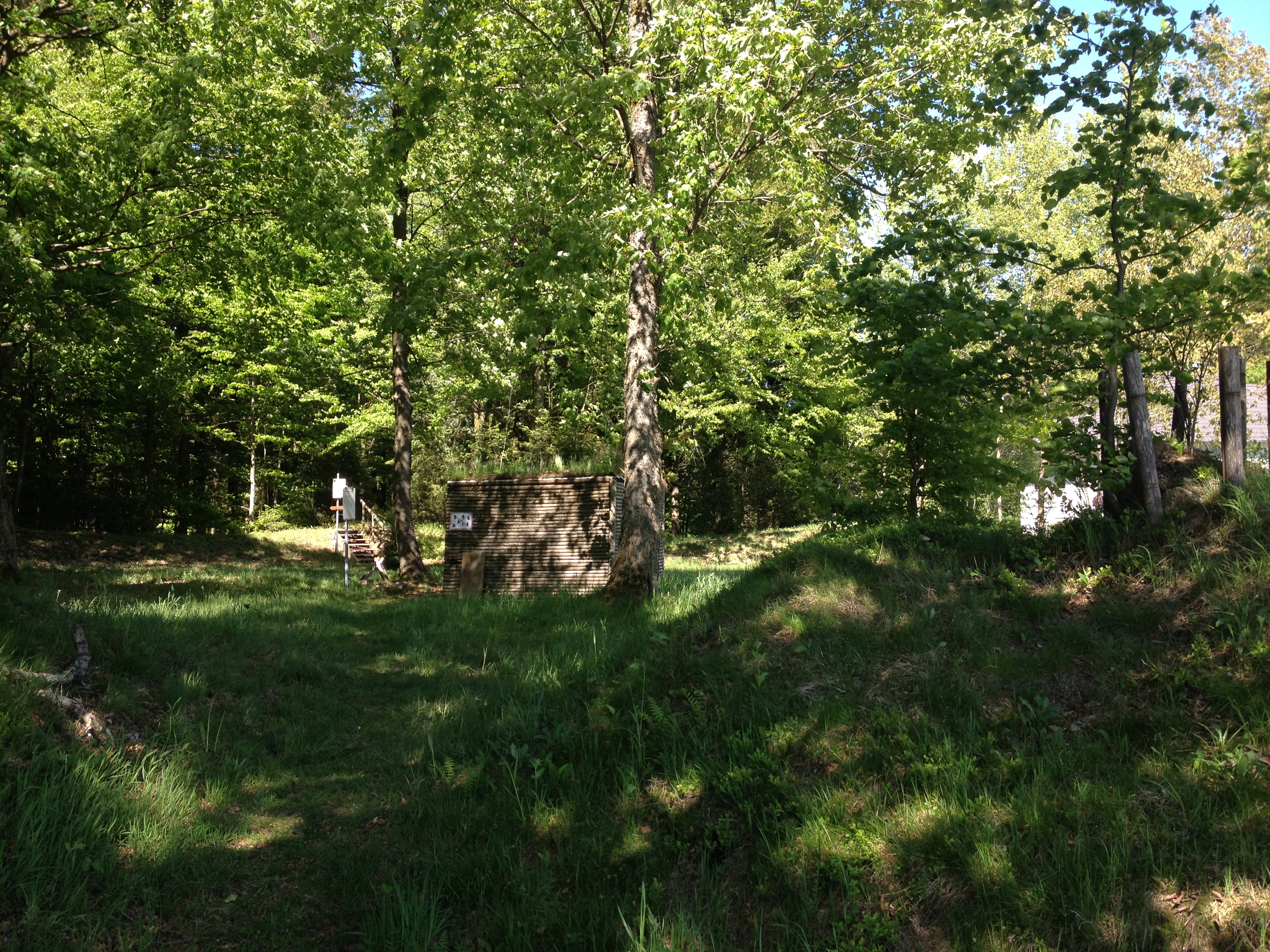
Schwedenschanze bei Oberhaag

Die Schwedenschanze bei Oberhaag ist eine sternförmige Befestigungsanlage aus dem Dreißigjährigen Krieg. Nordöstlich der Siedlung steht das 1922 erbaute ehemalige Zoll- und Wohngebäude Diendorf.
Durch die Siedlung führt ein Wanderweg, der Teil des Nordwaldkammwegs sowie der Fernwanderwege E6 und E10 ist. Über den 12,5 km langen Rundwanderweg Schwemmkanalrunde erreicht man den Schwarzenbergschen Schwemmkanal. Der 24 km lange Wanderweg Waldsteig führt zum Bärenstein und nach Aigen im Mühlkreis. In Oberhaag nehmen mehrere Langlaufloipen ihren Ausgang: die 3,8 km lange mittelschwere Grünwald-Loipe, die 4 km lange leichte Große Haagerloipe und die 3 km lange leichte Kleine Haagerloipe.